# 低床バス

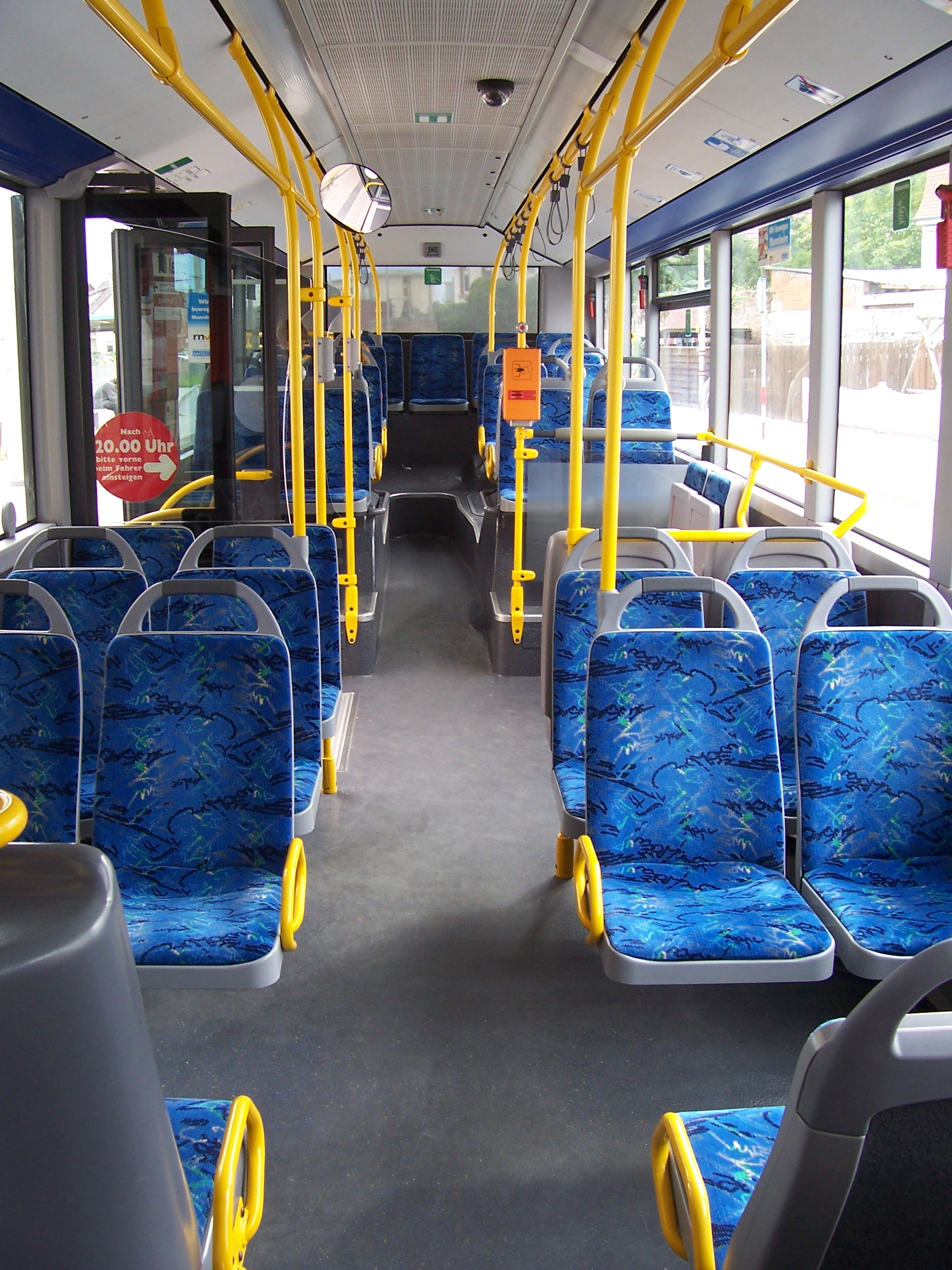
低床車室内の例：メルセデス・ベンツ・シターロ

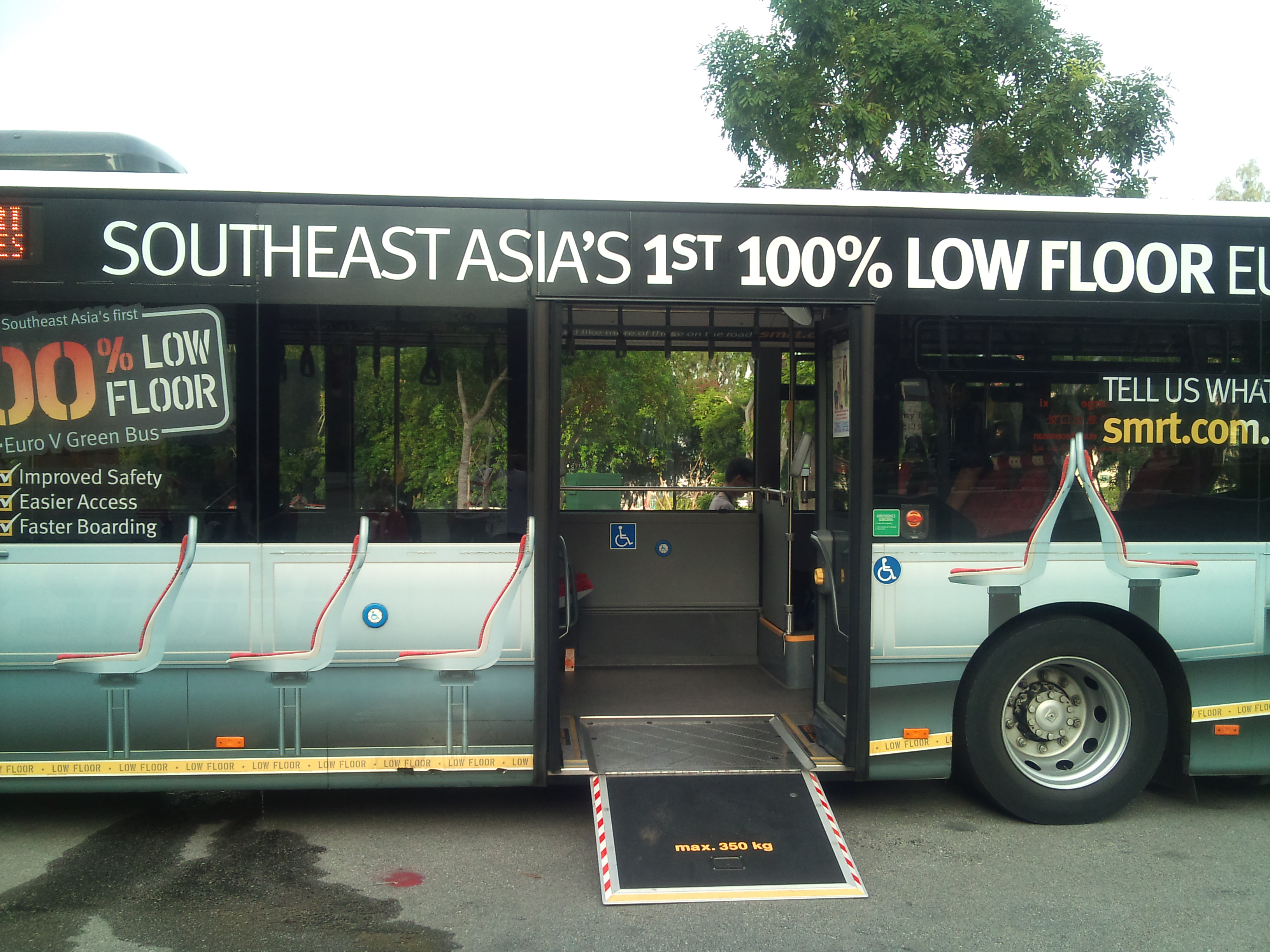
低床車乗降口のWheelchair rampの例：メルセデス・ベンツ・シターロ

低床バス（ていしょうバス、low-floor bus）とは、客室床面をほぼ全長に亘って低く作り、乗降口との段差は小さく、もしくは無くしてフラット（床面地表高は概ね350mm以下）にしたバスを指す。これにより乗客の乗降性を高めている。
乗降口がフラットな形態では、Wheelchair ramp（補助スロープ板）の使用により車椅子が乗降できる構造を採用することが多い。日本では、この乗降口の段差を無くした形態を、超低床バス（ちょうていしょうバス）もしくはノンステップバスと呼ぶことも多い。
なお、低床ノンステップバスという語が用いられることもある。

## 欧州

### ドイツ
低床型のバスは1989年にドイツで最初に採用されたとされており、車いすやベビーカーでも利用しやすいように、バス車両全体の最低地上高を下げ、それに比例して床を道路面から30cm程度にまで下げられていた。

### スウェーデン
スウェーデンのストックホルムでは1996年現在、約1600台の路線バスのうち125台が低床バス（ローフフロアーバス）である。乗降口の高さは30〜35cmで、ニー・リングシステムで20cm程度まで下げることができる。

### イギリス
イギリスのロンドンでは1994年から低床バス（ローフフロアーバス）が導入され、1994年末の導入台数は5路線で68台である。床面高さは通常32cm（新型車28cm）で、エアサスペンションの制御により通常24cm（新型車18cm）まで下げることができる。

## 日本
日本においては2000年11月に旧交通バリアフリー法（現・バリアフリー新法）が施行され、出入口間の床面高さが650mm以下、スロープ板および車椅子スペースの設置、有効幅80cm以上の通路を確保する等の基準が定められた。このうち出入口間の床面高さが350mm以下で乗降口の段差を無くしたバスがノンステップバスまたは超低床バス、出入口間の床面高さが650mm以下で昇降口の段差を1段としたバスがワンステップバスと呼ばれる。低床バスの呼称は、一般的にはノンステップバスとワンステップバスの総称として用いられている。
ツーステップバスにおける路線バスの低床化の動きとしては、通常900mm以上ある床面（標準床）を、前輪サスペンションの板ばねを車軸の下側に取り付ける（アンダースラング化）などの工夫により、100mm程度下げた一般低床車が1970年代前半に登場する。その後、1980年代に偏平率70%程度のタイヤを用い、さらに床面を100mm程度下げた都市型低床車（偏平タイヤ低床車）が登場し、その後のワンステップバス、ノンステップバスの開発につながる。

## 各種低床バスの例

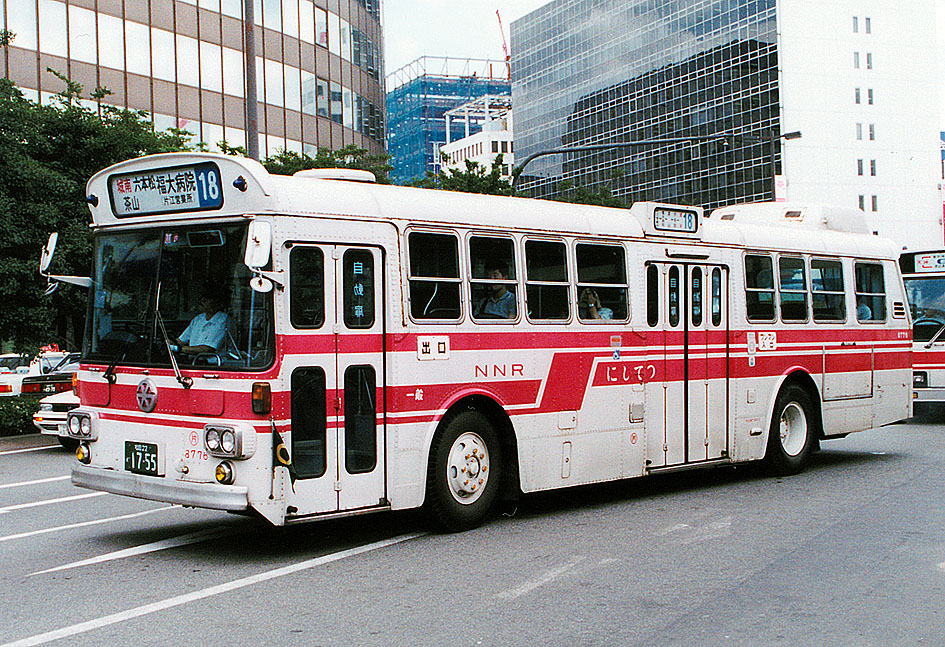
一般低床車の例：日野RE121（西工42MC）（西日本鉄道）
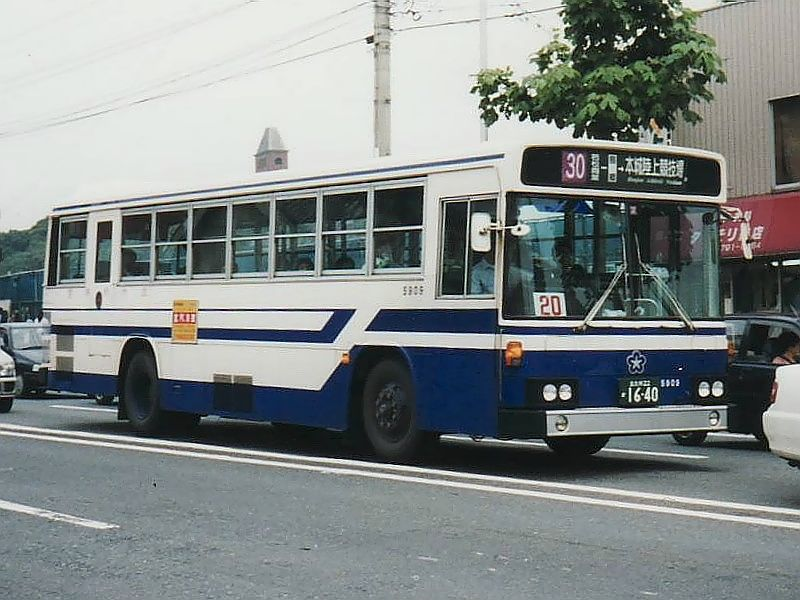
都市型低床車（偏平タイヤ低床車）の例：三菱P-MP118M（西工58MC）（北九州市交通局））
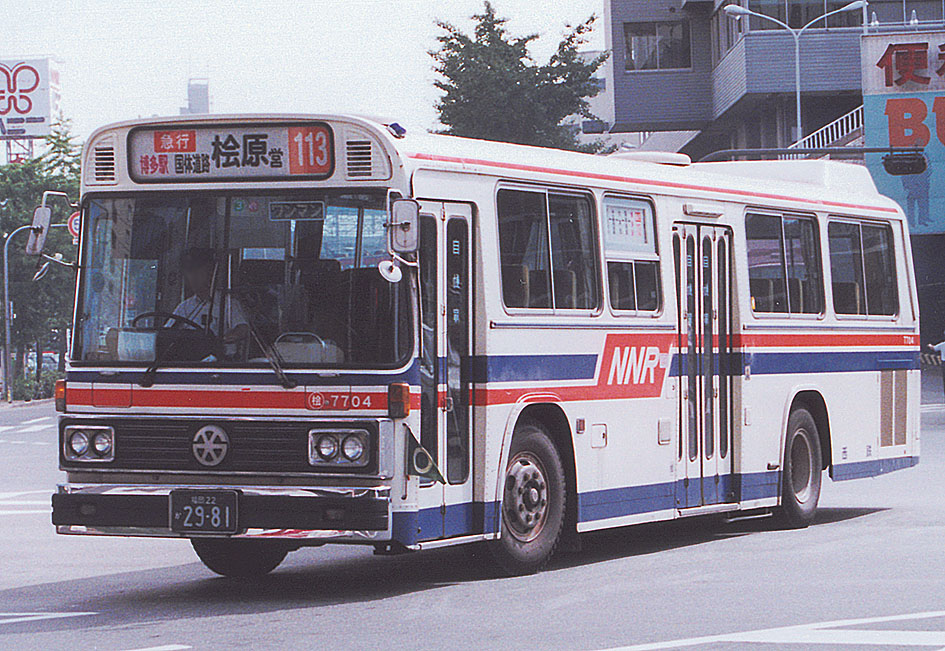
一般低床車の例：日野K-RU225AA（西工53MC）（西日本鉄道）
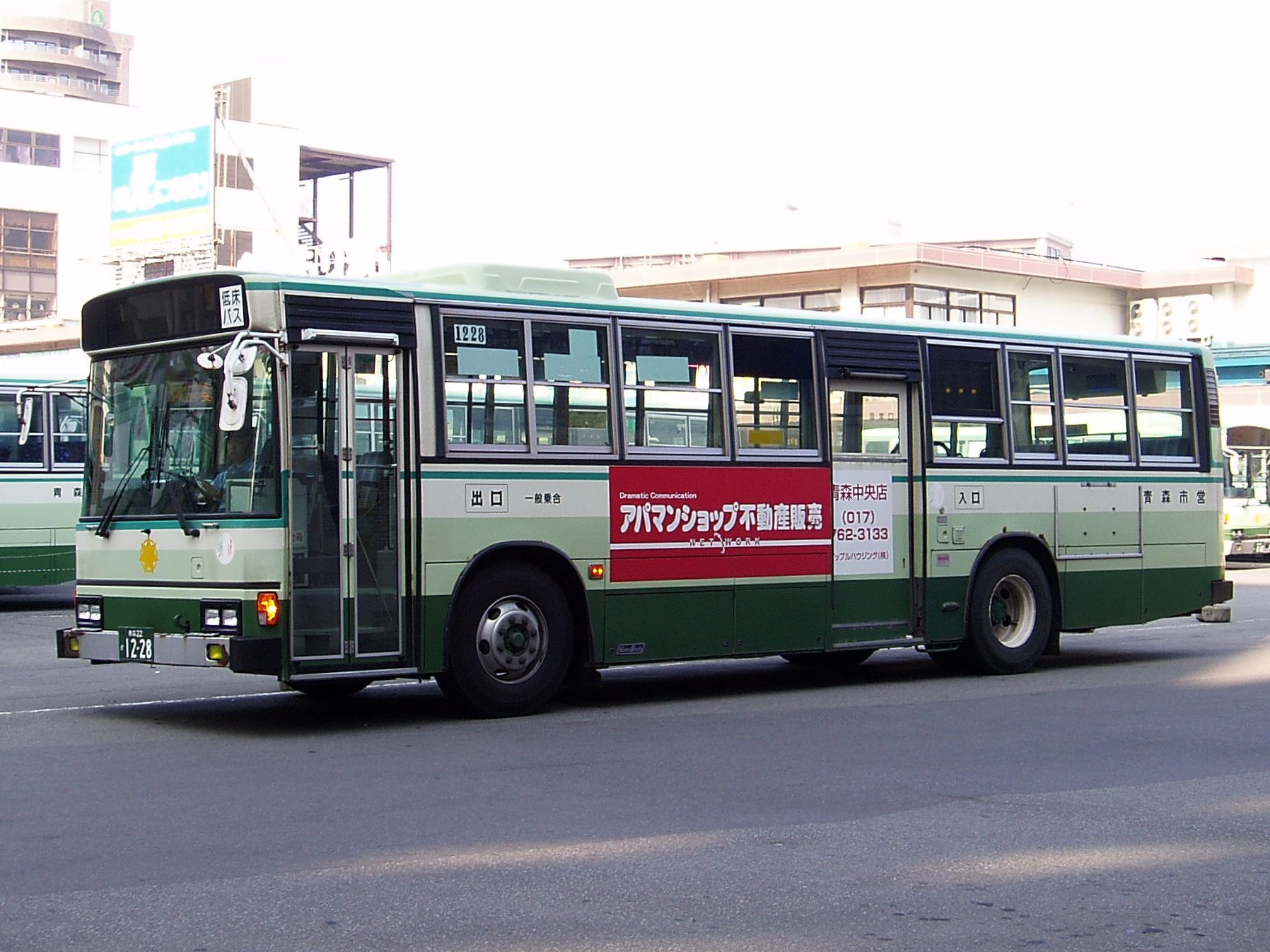
都市型低床車（偏平タイヤ低床車）の例：日野KC-HU3KMCA（青森市交通部）
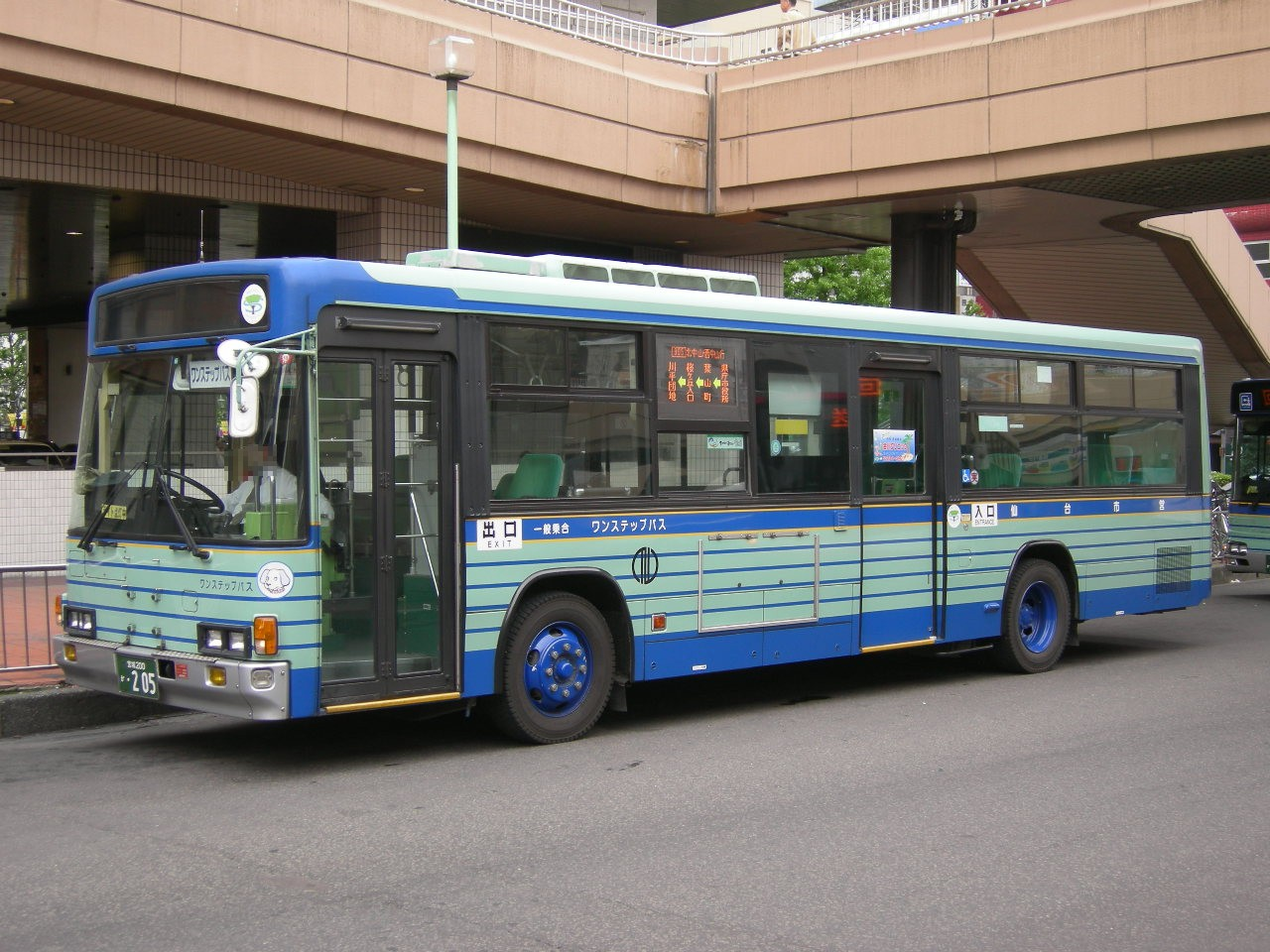
ワンステップバスの例：いすゞKC-LV280N（仙台市交通局）
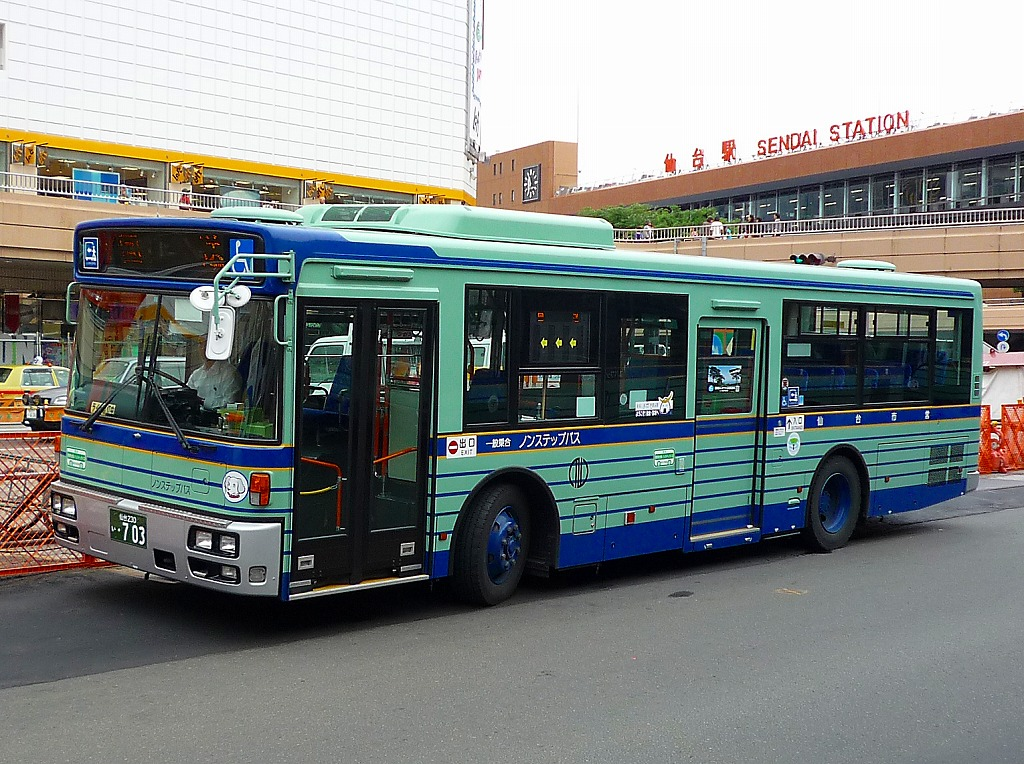
ノンステップバスの例：日産ディーゼルPKG-RA274KAN（西工96MC）（仙台市交通局）
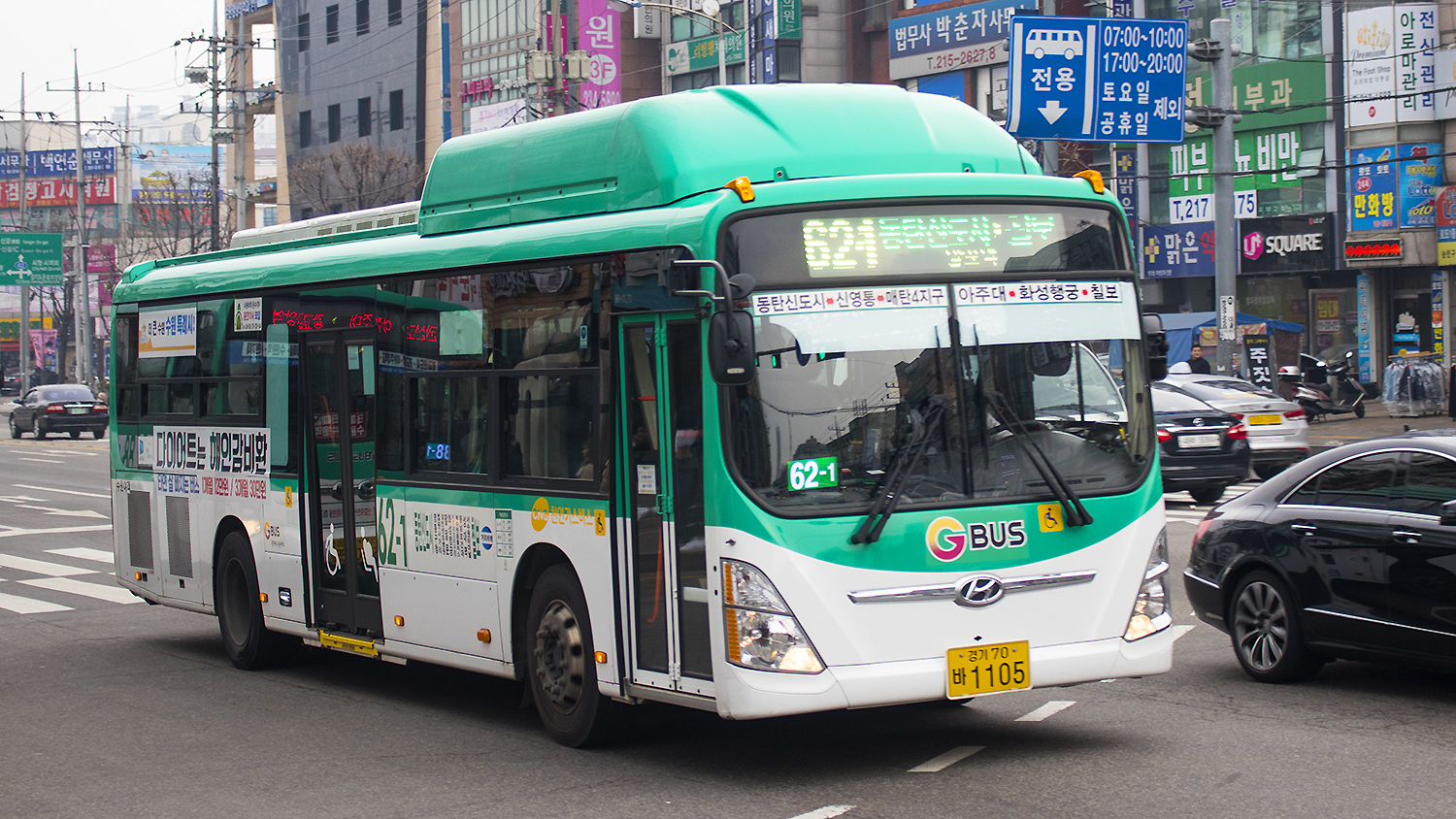
海外の例：現代自動車 エアロシティ（ノンステップバス）（韓国、水原旅客）
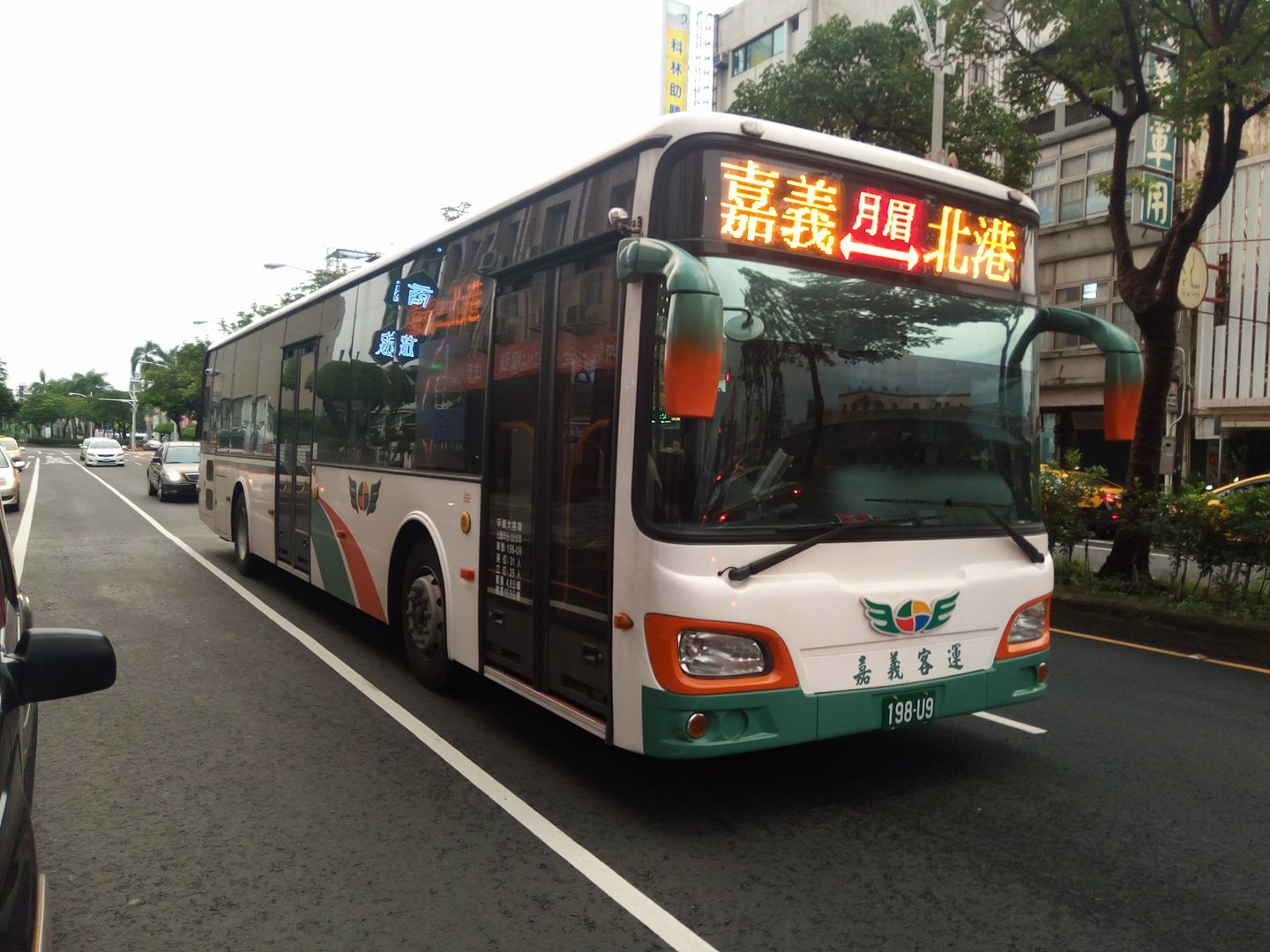
海外の例:日野HS8JRVL-UTF（ノンステップバス）（台湾、嘉義客運）
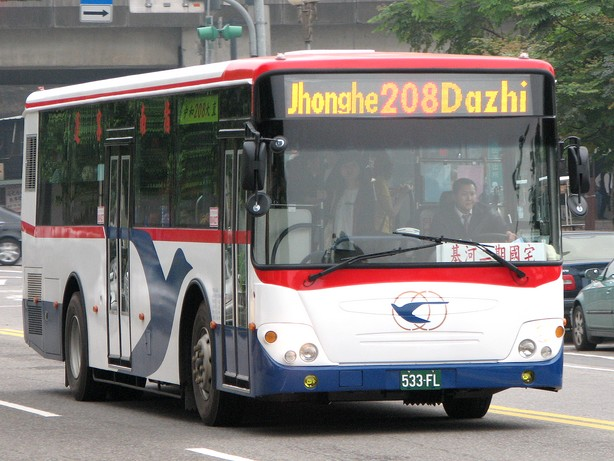
海外の例：大宇バスBC211MA（ワンステップバス）（台湾、指南客運）
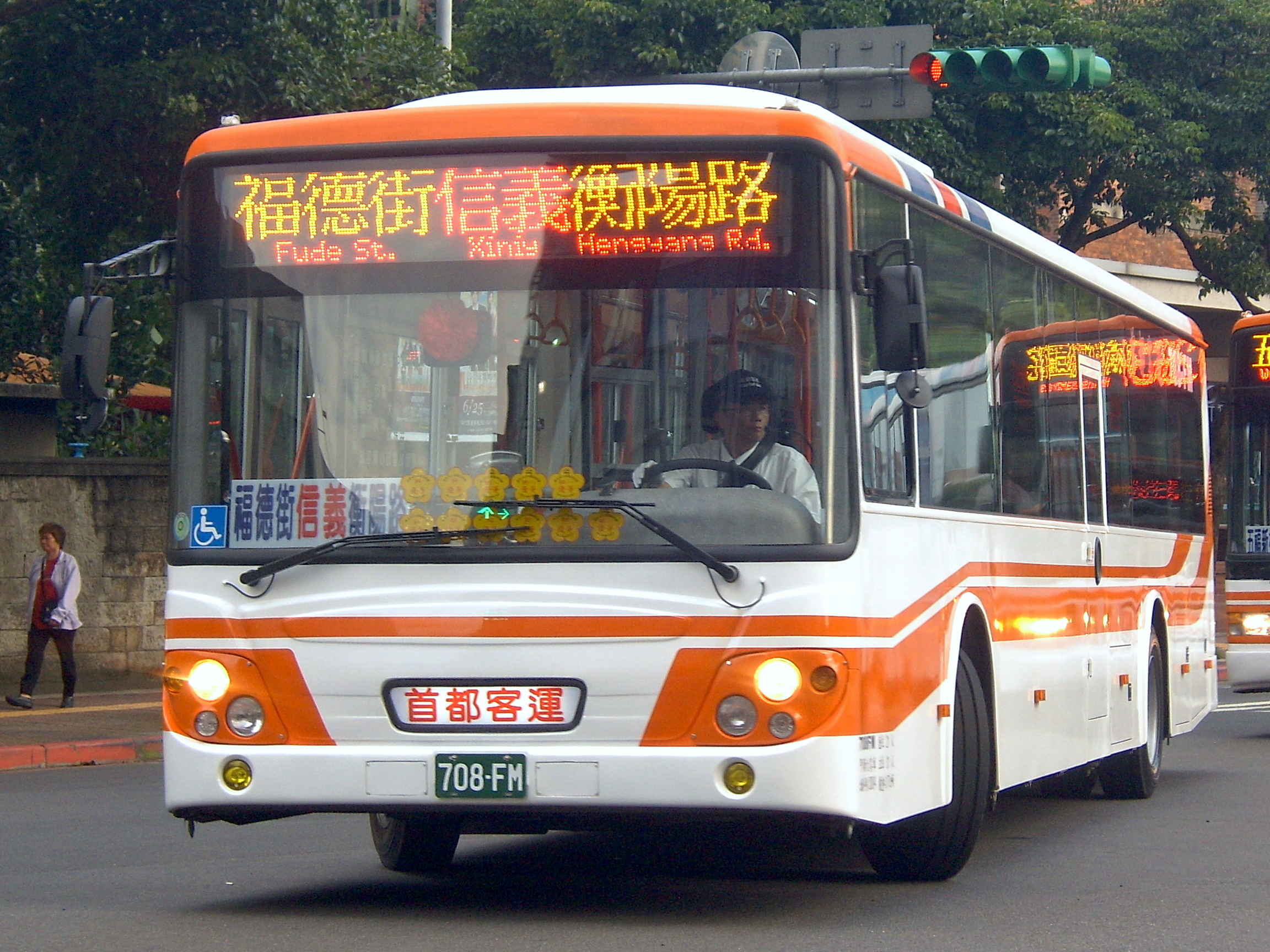
海外の例：大宇バスBS120CN（ノンステップバス）（台湾、首都客運）
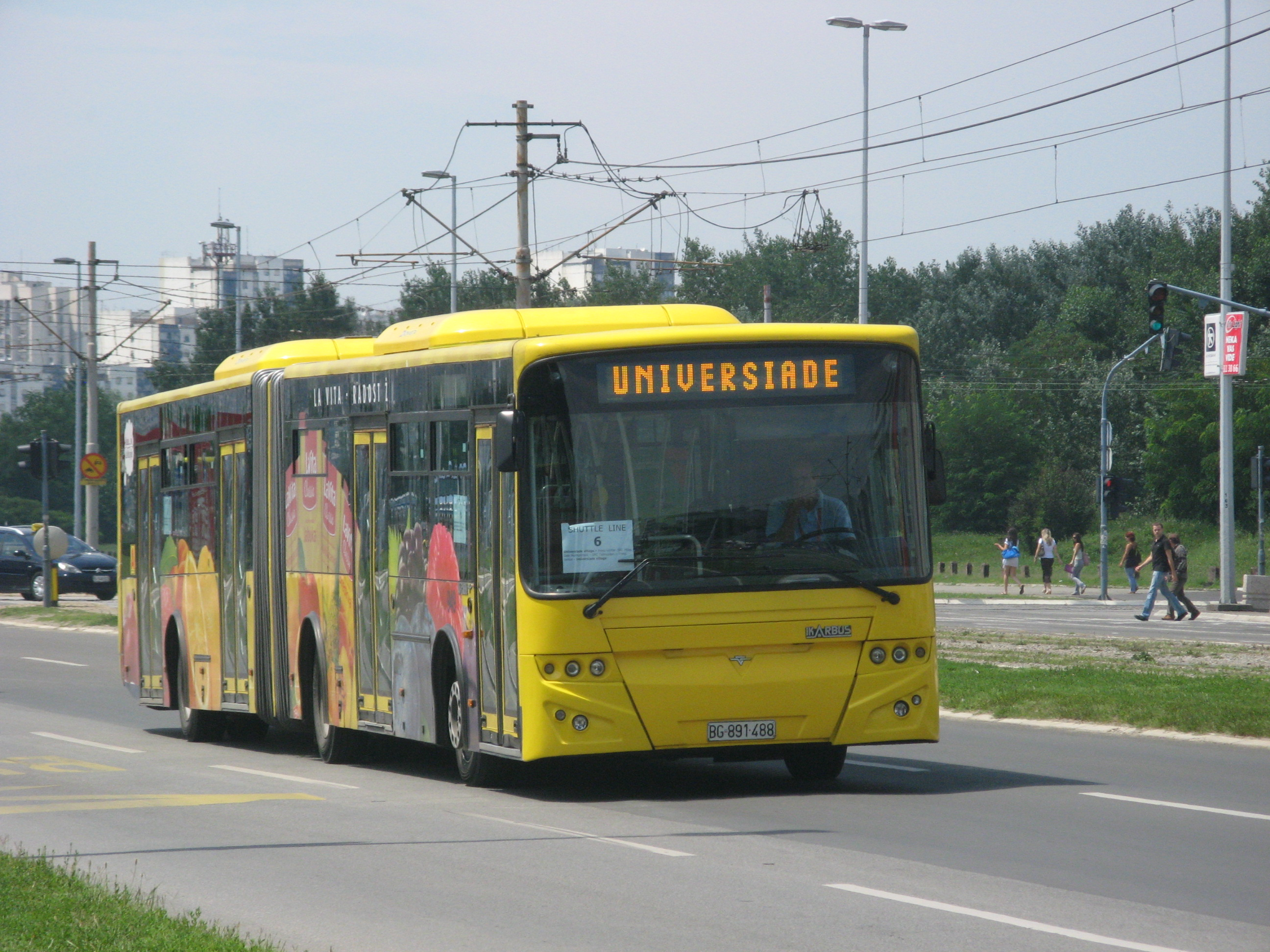
海外の例：イカルバスIK-218N（ノンステップ2車体連節車）（セルビア、2009年夏季ユニバーシアード会場輸送）
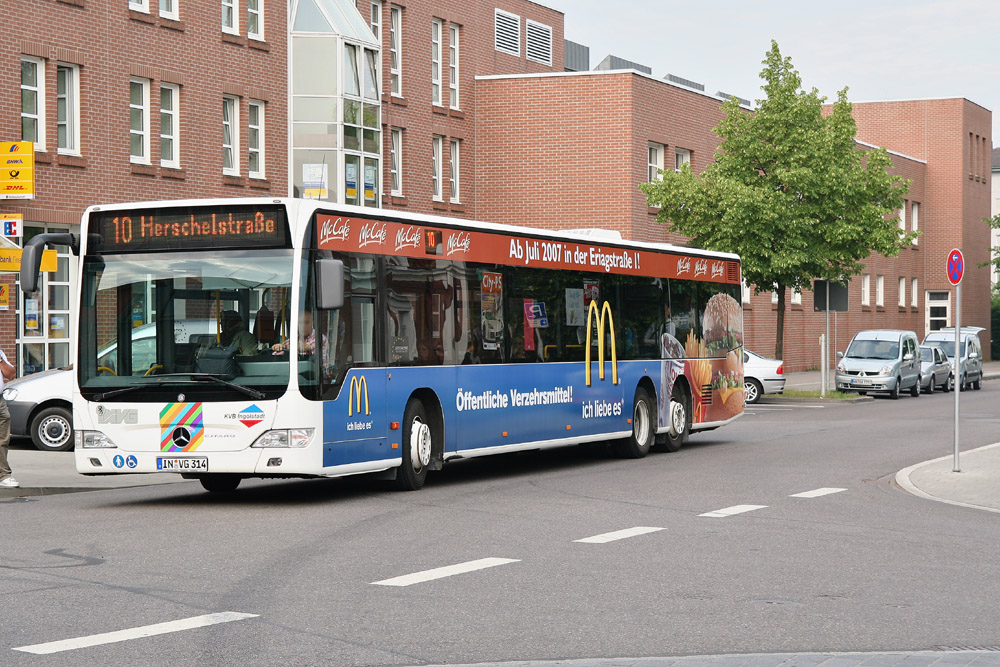
海外の例：メルセデス・ベンツ・シターロL（ノンステップ3軸車）（ドイツ、インゴルシュタット）
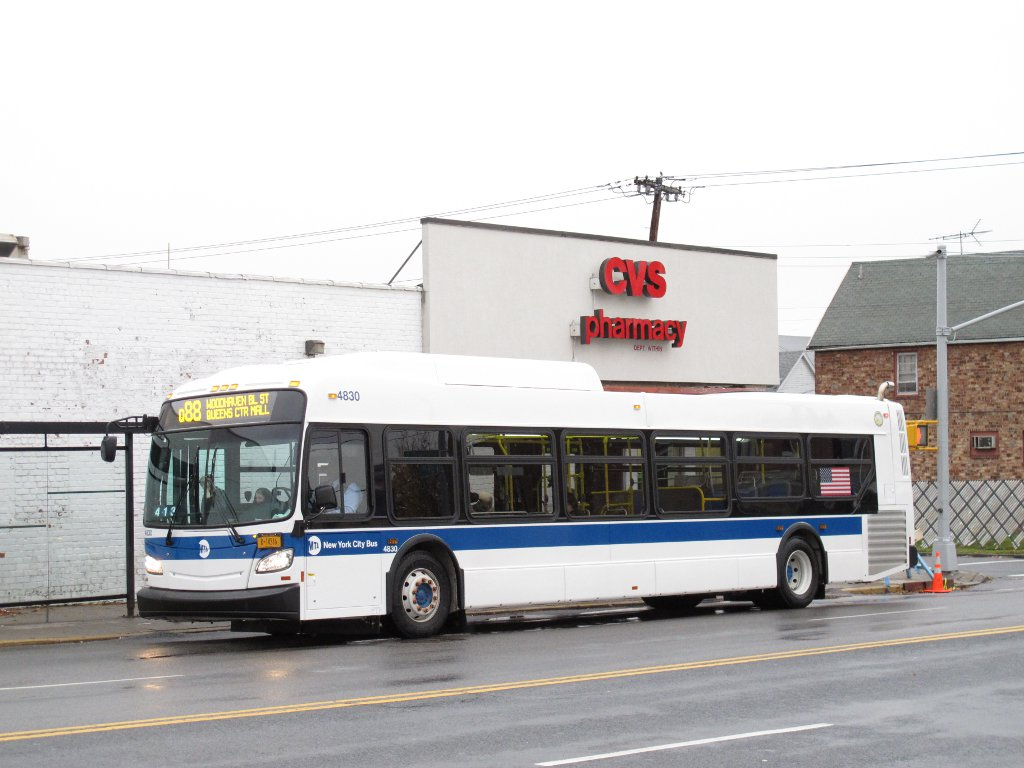
海外の例：MTA New York City Busが保有するNew Flyer Xcelsior (アメリカ、ニューヨーク)
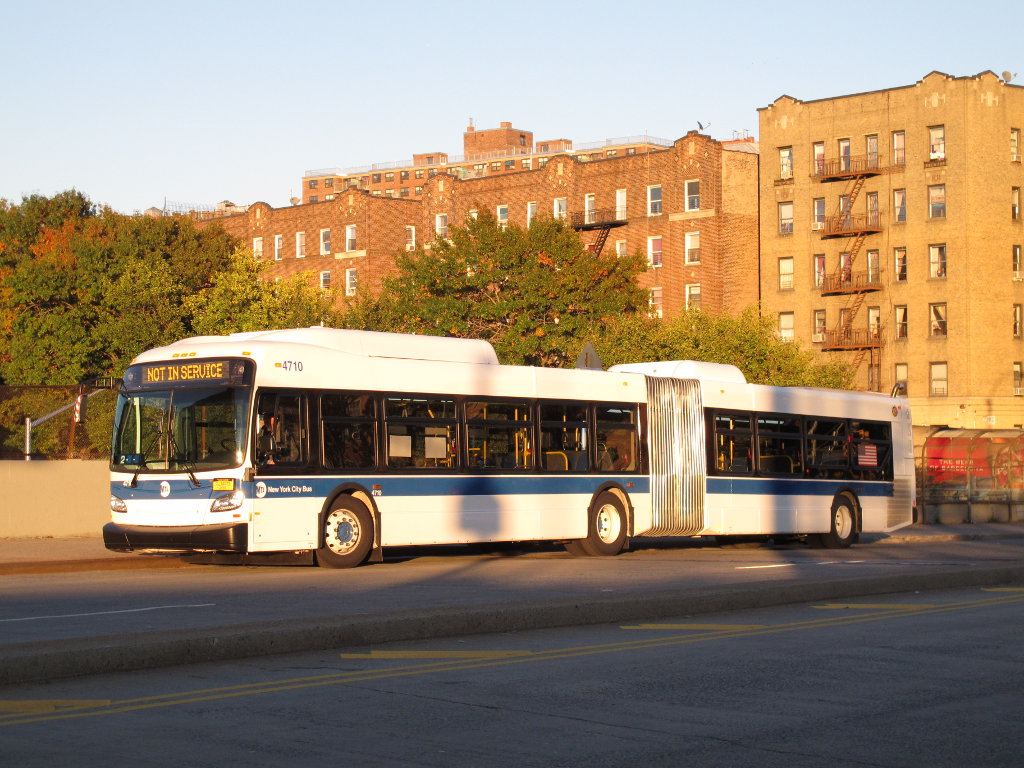
海外の例：左記の車種の連節車  (アメリカ、ニューヨーク)
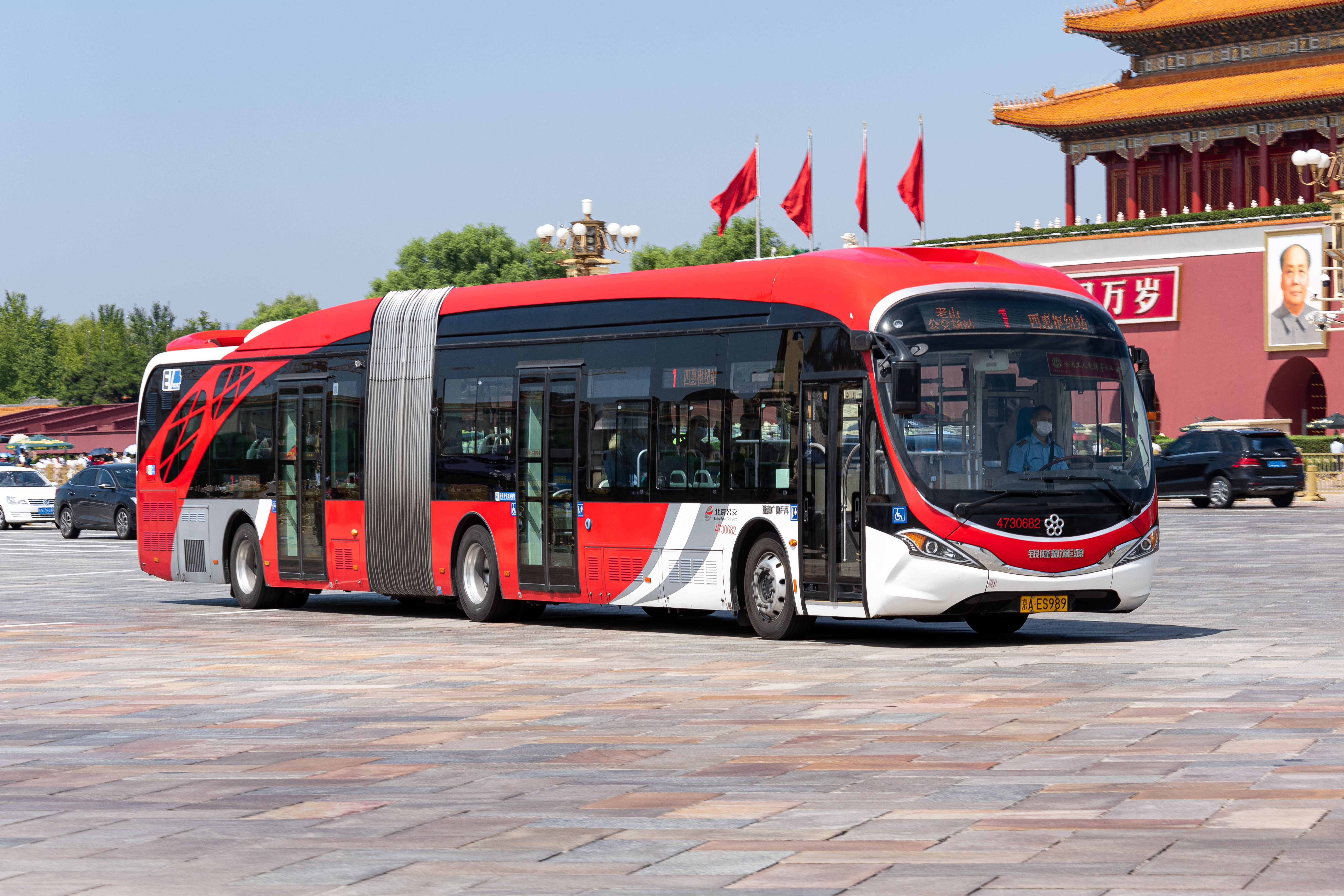
海外の例：広通客車 GTQ6186BEVBT3  (中華人民共和国、北京公交集団)